# Irish Football Association
The Irish Football Association (IFA, Irländska fotbollsförbundet) är det förbund som organiserar fotbollen i Nordirland. Historiskt omfattade organisationen hela ön Irland.

## Historia
Förbundet bildades i Belfast 1880 av fotbollsklubbar i Belfastområdet. IFA är således det fjärde äldsta nationella fotbollsförbundet i världen, efter fotbollsförbunden i England, Skottland och Wales. Det representerade från början hela Irland, som var en riksdel (constituent country) i Förenade kungariket. Redan första året organiserades Irish Cup ("Irländska cupen"), som fortfarande spelas i Nordirland.
Fotboll spelades till en början mest i norra Irland, i det som senare skulle bli Nordirland. Därför föll det sig naturligt att förbundet bildades där. Den delning av fotbollen som skedde med bildandet av Football Association of Ireland för Sydirland 1921 hade politiska skäl – Fristaten Irland bildades kort därefter – men berodde även på att klubbarna i södra delen av Irland ansåg att förbundet missgynnade dem. Irish Football Association har därefter endast representerat Nordirland medan Republiken Irland numera representeras av Football Association of Ireland.